# 중노미
중노미는 조선왕조 때 존재했던 주막에서 허드렛일이나 손님의 신변 경호 등을 책임졌던 남자 종을 말한다. '죽놈이' 라고도 부르기도 했으나 이는 비표준어이며 정확한 표준어는 중노미로 하고있다.

## 특징
주막은 보통 주모라 불리는 여자 주인이 대부분 많은 편이었지만 여자이기 때문에 특히 도둑이나 과격한 성격의 손님을 감당하기에는 어려움이 있어서 주막에서 주모의 고용하에 허드렛일이나 신변 경호 등을 책임졌던 건장한 남자 종이 필요했는데 이들이 바로 중노미였다.
중노미 중 일부는 주모의 남편이나 아들 또는 남매가 담당하기도 했지만 주모의 임의에 따라 주모가 직접 남자를 고용,위탁해주는 방식으로 갔으며 이들은 주막에서 허드렛일이나 주막 시설 보수 및 관리, 그리고 신변 경호 등을 책임졌다. 그 외에도 도축이나 고기 부위 관리, 벌목이나 숯 담당을 맡기도 하였으며 술이나 음식 재료 등을 공수하는 역할도 하였다.
특히 술주정이 잦은 과격한 손님들이 오가는 경우가 많아서 주모가 홀로 이를 처리하기에는 어려움이 있기에 중노미가 이를 처리해주기도 한다.

## 책무
- 주모의 지시에 따라 주막 손님의 술 대접, 허드렛일, 주막 시설관리, 청소, 잡일 등을 맡는다.

- 벌목, 도축 등 주모가 직접하기 어려운 부분을 대신 맡는다.

- 술주정이 심한 과격한 손님을 처리하는 역할을 하며 주막의 경호를 책임진다.

## 같이 보기
- 노비
- 주막